# Гудим Віктор Іванович
Ві́ктор Іва́нович Гуди́м (Гудима) (* 1 липня 1909 — † 1937) — український поет.

## З життєпису
Працював у редакціях київських газет і журналів, на кінофабриці.
Належав до літературної організації «Молодняк» — в її складі з початку 1927 року. Після ліквідації «Молодняка» — в спілці письменників України.
Автор поетичних збірок:
- «Одкрито семафори»,
- «Маршрути»,
- «Слава»,
- «Солдати п'ятирічки».

1937 року репресований та розстріляний.
1971 року випущено його поезії із вступним словом Петра Колесника.